# سال ۱۸۹۰ در آمریکا
رویدادهایی که در سال ۱۸۹۰ در ایالات متحده آمریکا به وقوع پیوستند.

## رویدادها

### ژانویه–ژوئن
- در این زمان جورج دبلیو جانسون اولین آمریکایی آفریقایی‌تباری بود که سیلندرهای گرامافون را در نیویورک ضبط کرد.
- ۱ ژانویه – در میشیگان، کشتی بخار چوبی Mackinaw در یک آتش‌سوزی در بلک ریور سوخت.[۱]
- ۲ ژانویه – آلیس سنگر اولین کارمند زن در کاخ سفید شد.[۲]
- ۲۲ ژانویه – سازمان کارگران معدن متحد تأسیس شد.
- ۲۵ ژانویه – نلی بلای سفر دور جهان خود را در ۷۲ روز کامل کرد.
- ۲۴ فوریه – شیکاگو به عنوان میزبان نمایشگاه کلمبیا انتخاب شد.
- ۲ تا ۷ مارس – کمپین Cherry Creek در قلمرو آریزونا رخ داد.
- ۳ مارس – اولین بازی فوتبال آمریکایی در تاریخ دانشگاه ایالتی اوهایو در دلاور، اوهایو در برابر دانشگاه وسلین اهیو برگزار شد. ایالت اوهایو ۲۰–۱۴ پیروز شد.
- ۸ مارس – دانشگاه ایالتی داکوتای شمالی در فارگو، داکوتای شمالی تأسیس شد.
- ۲۷ مارس – یک پیچند در لوییویل، کنتاکی، ۷۶ کشته و ۲۰۰ زخمی بر جای گذاشت.
- ۲۸ مارس – دانشگاه ایالتی واشینگتن در پولمن، واشینگتن تأسیس شد.
- می – انجمن ملی حق رای زنان آمریکایی تأسیس شد.
- ۲ مه – قلمروی اکلاهما سازماندهی شد.
- ۳۱ مه – نورگیر ۵ طبقه Cleveland Arcade در کلیولند، اوهایو افتتاح شد.
- ۱ ژوئن - اداره سرشماری ایالات متحده شروع به استفاده از ماشین حسابداری هرمان هولریث برای ثبت بازده سرشماری با استفاده از ورودی کارت پانچ شده در تاریخ سخت‌افزار رایانه کرد. شرکت Hollerith در نهایت به IBM تبدیل شد.
- ۱۲ ژوئن – در میشیگان، کشتی بخار چوبی رایان در نزدیکی جزیره Thunder Bay گم شد.[۱]
- ۲۰ ژوئن – تصویر دوریان گری اثر اسکار وایلد توسط مجله ماهانه لیپینکات مستقر در فیلادلفیا منتشر شد.

### جولای–دسامبر

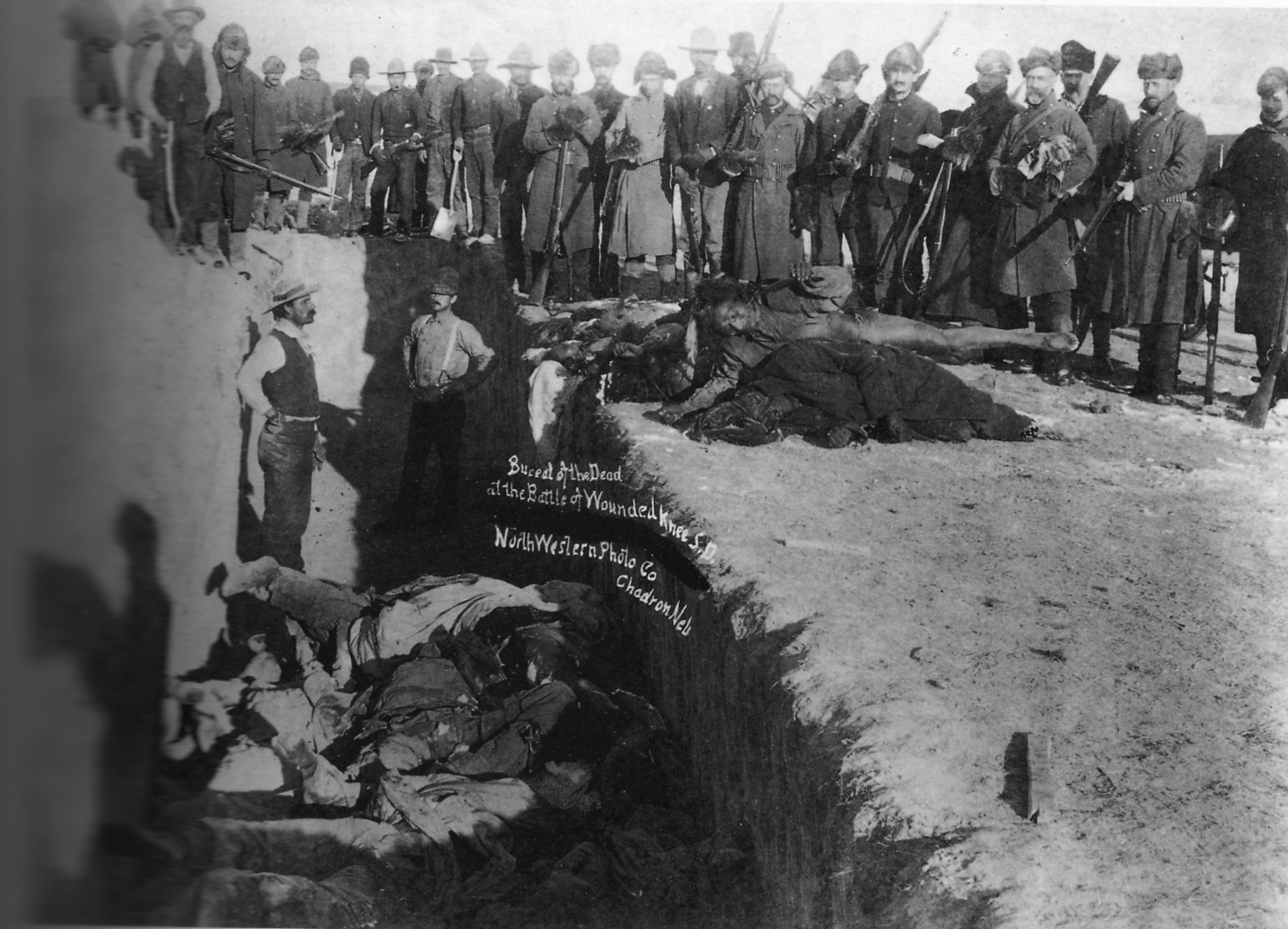
۲۹ دسامبر: کشتار زانوی زخمی

- ۲ ژوئیه – قانون شرمن به قانون ایالات متحده تبدیل شد.
- ۳ ژوئیه – آیداهو به عنوان چهل و سومین ایالت ایالات متحده پذیرفته شد (برای مطالعه بیشتر به تاریخ آیداهو مراجعه کنید).
- ۱۰ ژوئیه – وایومینگ به عنوان چهل و چهارمین ایالت ایالات متحده پذیرفته شد (برای مطالعه بیشتر به تاریخ وایومینگ مراجعه کنید).
- ۱۳ ژوئیه – در مینه سوتا، طوفان منجر به فاجعه Sea Wing در دریاچه Pepin شد و ۹۸ نفر را کشت.
- ۶ آگوست – در زندان آبرن در نیویورک، ویلیام کملر اولین کسی بود که بر روی صندلی الکتریکی اعدام شد.
- ۱۰ اوت – در بوستون، جان بویل آوریلی، شاعر ایرلندی الاصل، به‌طور ناگهانی در سن ۴۶ سالگی درگذشت. این مرگ باعث سوگواری گسترده و ادای احترام به او در سراسر کشور و جهان شد.
- سپتامبر – ویلفورد وودراف، رئیس کلیسای عیسی مسیح قدیسان آخرالزمان، " مانیفست ۱۸۹۰ " را منتشر کرد و رسماً مورمنیسم و چندهمسری را به اجرا دراورد.
- ۲۵ سپتامبر – پارک ملی سکویا ایجاد شد.
- ۱ اکتبر – پارک ملی یوسیمیتی ایجاد شد.
- ۱۱ اکتبر – در واشینگتن، دی.سی.، سازمان دختران انقلاب آمریکا تأسیس شد.[۳]
- ۱۳ اکتبر
  - انجمن برادری دلتا چی توسط ۱۱ دانشجوی حقوق در دانشگاه کرنل واقع در ایتاکا، نیویورک تأسیس شد.
  - در میشیگان، اسکرو (نوعی کشتی) جی اف وارنر (نام یک کشتی) در خلیج تندر گم شد.[۱]
- ۲۹ نوامبر – در وست پوینت، نیویورک، نیروی دریایی ایالات متحده، نیروی زمینی ایالات متحده آمریکا را ۲۴–۰ در اولین بازی فوتبال آمریکایی بین این دو تیم شکست داد.
- ۲۴ دسامبر – قانونگذار منطقه اکلاهاما سه مؤسسه آموزش عالی که عبارتند از: دانشگاه اکلاهاما، دانشگاه ایالتی اکلاهما و دانشگاه اکلاهمای مرکزی را تأسیس کرد.
- ۲۹ دسامبر – کشتار زانو زخمی اتفاق افتاد: در نزدیکی ووندد نی در داکوتای جنوبی، هفتمین هنگ سواره نظام ایالات متحده تلاش کرد تا اردوگاه سرخ‌پوستان ایالات متحده آمریکا را خلع سلاح کند که در همان حال تیراندازی شروع شد. در این واقعه ۱۵۳ لاکوتا (یکی از ۷ قبیلهٔ سو) و ۲۵ سرباز کشته شدند همچنین حدود ۱۵۰ نفر از صحنه فرار کردند.

### وقایع بدون تاریخ
- اولین چاه گرادیان زمین‌گرمایی در شهر بویزی، آیداهو در ایالات متحده حفاری شد.
- ساختمان Demarest، یک ساختمان تجاری در خیابان پنجم در شهر نیویورک، به عنوان اولین ساختمان با یک آسانسور الکتریکی (نصب شده توسط اوتیس ورلدواید) تکمیل شد.

## ورزش
- ۳۰ سپتامبر - دامادهای بروکلین (یک تیم بیسبال) قهرمان لیگ ملی شدند.

## تولدها
- ۴ ژانویه – ویکتور آدامسون، کارگردان، تهیه‌کننده، فیلمنامه‌نویس و بازیگر وسترن (درگذشت ۱۹۷۲)
- ۲۲ ژانویه – فرد ام. وینسون، سیزدهمین قاضی دیوان عالی (درگذشت ۱۹۵۳)
- ۲۸ ژانویه – رابرت استراد، پرنده‌شناس، و جانورشناس معروف به «پرنده باز آلکاتراز» (درگذشت ۱۹۶۳)
- ۱۸ فوریه
  - ادوارد آرنولد، بازیگر (درگذشت ۱۹۵۶)
  - آدولف منژو، بازیگر سینما (درگذشت ۱۹۶۳)
- ۲۴ فوریه – مارجوری ماین، بازیگر (درگذشت ۱۹۷۵)
- ۲۷ فوریه
  - فردی کپارد، نوازنده کورنت جاز (درگذشت ۱۹۳۳)
  - آرت اسمیت، خلبان (در سانحه هوایی در سال ۱۹۲۶ درگذشت)
- ۱۱ مارس – ونیوار بوش، مهندس و سیاست‌مدار آمریکایی (درگذشت ۱۹۷۴)
- ۲۱ مارس – سی داگلاس باک، سناتور ایالت دلاور در سنای ایالات متحده آمریکا از سال ۱۹۴۳ تا ۱۹۴۹ (درگذشت ۱۹۶۵)
- ۲۸ مارس – پل وایتمن، موسیقی‌دان (درگذشت ۱۹۶۷)
- ۷ آوریل
  - مارجوری استونمن داگلاس، طرفدارحفظ منابع طبیعی و نویسنده (درگذشت ۱۹۹۸)
  - هری دبلیو هیل، دریاسالار (درگذشت ۱۹۷۱)
- ۱۳ آوریل – فرانک مورفی، سیاستمدار و قاضی دستیار دیوان عالی ایالات متحده آمریکا (درگذشت ۱۹۴۹)
- ۱ مه – لارنس وایلد، بسکتبالیست و ۳۰اُمین فرماندار ساموآی آمریکا (درگذشت ۱۹۷۱)
- ۱۱ مه – وودال راجرز، وکیل و سیاستمدار، شهردار دالاس (درگذشت ۱۹۶۱)
- ۱۵ مه – کاترین آن پورتر، نویسنده داستان کوتاه، رمان و مقاله، روزنامه‌نگار و فعال سیاسی (درگذشت ۱۹۸۰)
- ۱ ژوئن – فرانک مورگان، بازیگر (درگذشت ۱۹۴۹)
- ۲۶ ژوئن
  - اسکار چارلز بدجر دوم، دریاسالار (درگذشت ۱۹۵۸)
  - جین ایگلز، بازیگر (درگذشته ۱۹۲۹)
- ۲۲ ژوئیه – رز کندی، بشردوست و مادر خانواده کندی (درگذشت ۱۹۹۵)
- ۲۶ ژوئیه – دانیال جی. کالاگان، دریاسالار (کشته شدن در عملیات ۱۹۴۲)
- ۲۰ اوت – اچ پی لاوکرفت، نویسنده داستان‌های ترسناک (درگذشت ۱۹۳۷)
- ۹ سپتامبر - کلنل ساندرز، بنیانگذار مرغ سوخاری کنتاکی (درگذشت ۱۹۸۰)
- ۲۰ سپتامبر – جلی رول مورتون، موسیقی‌دان (درگذشت ۱۹۴۱)
- ۲۴ سپتامبر – آلن الندر، سناتور ایالت لوئیزیانا در سنای ایالات متحده آمریکا از سال ۱۹۳۷ تا ۱۹۷۲ (درگذشت ۱۹۷۲)
- ۱ اکتبر
  - کاترین کوری هریس، بازیگر، همسر اول جان باریمور (درگذشت ۱۹۲۷)
  - آلیس جویس بازیگر (درگذشت ۱۹۵۵)
  - بلانش اولریکس، شاعر، همسر دوم جان باریمور (درگذشت ۱۹۵۰)
- ۲ اکتبر – گروچو مارکس، کمدین و هنرپیشه تئاتر، سینما و تلویزیون (درگذشت ۱۹۷۷)
- ۸ اکتبر – ادی ریکن باکر، راننده ماشین مسابقه ای و خلبان جنگنده جنگ جهانی اول (درگذشت ۱۹۷۳)
- ۱۳ اکتبر – کنراد ریختر، رمان‌نویس و برنده جایزه پولیتزر (درگذشت ۱۹۶۸)
- ۱۴ اکتبر – دوایت آیزنهاور، سی و چهارمین رئیس‌جمهور ایالات متحده از سال ۱۹۵۳ تا ۱۹۶۱ (درگذشت ۱۹۶۹)
- ۲۰ اکتبر – شرمن مینتون، سناتور ایالت ایندیانا در سنای ایالات متحده آمریکا از سال ۱۹۳۵ تا ۱۹۴۱، قاضی دستیار دیوان عالی ایالات متحده آمریکا از سال ۱۹۴۹ تا ۱۹۵۶ (درگذشت ۱۹۶۵)
- ۲۵ اکتبر – فلوید بنت، هوانورد و کاشف (درگذشت ۱۹۲۸)
- ۲۱ دسامبر – هرمان جوزف مولر، زیست شاس و برنده جایزه نوبل فیزیولوژی یا پزشکی در سال ۱۹۴۶ (درگذشت ۱۹۶۷)
- ۲۵ دسامبر – رابرت ریپلی، کارتونیست، کارآفرین و مردم‌شناس (درگذشت ۱۹۴۹)
- ۲۶ دسامبر – چارلز نلسون آزبورن، معروف به «عمو چارلی»، کمانچه نواز رشته‌کوه آپالیشین (درگذشت ۱۹۹۲)

## درگذشتگان
- ۲ ژانویه – جورج هنری بوکر، شاعر و نمایشنامه نویس (متولد ۱۸۲۳)
- ۲۸ ژانویه – پرودنس کراندال، کارشناس آموزش و پرورش (متولد ۱۸۰۳)
- ۲۲ فوریه – جان جیکوب استور سوم، سرمایه‌گذاران و نوع‌دوست آمریکایی (متولد ۱۸۲۲)
- ۲ مارس – جیمز ئی. انگلیش، سناتور ایالت کنتیکت در سنای ایالات متحده آمریکا از سال ۱۸۷۵ تا ۱۸۷۶ (متولد ۱۸۱۲)
- ۱۹ مارس – جان اس. هاگر، سناتور ایالت کالیفرنیا در سنای ایالات متحده آمریکا از سال ۱۸۷۳ تا ۱۸۷۵ (متولد ۱۸۱۸)
- ۱ آوریل – دیوید ویلبر، سیاستمدار (متولد ۱۸۲۰)
- ۱۹ آوریل – جیمز پولاک، سیاستمدار (متولد ۱۸۱۰)
- ۳۰ آوریل – مارکوس‌ترین ،روزنامه‌نگار، نمایش‌نامه‌نویس، عکاس، خبرنگار و رهبر اولین جنبش کارگری در نروژ (متولد ۱۸۱۷)
- ۳ مه – جیمز بی. بک، سناتور ایالت کنتاکی در سنای ایالات متحده آمریکا از سال ۱۸۷۷ تا ۱۸۹۰ (متولد ۱۸۲۲ در اسکاتلند)
- ۱۵ مه – ادوارد دوان، مبلغ پروتستانتیسم در میکرونزی (متولد ۱۸۲۰)
- ۱۱ ژوئن
  - جورج ادوارد برت، ناشر (متولد ۱۸۲۹)
  - هیو بوکانن، سیاستمدار اهل جورجیا (متولد ۱۸۲۳)
- ۳۰ ژوئن – ساموئل پارکمن تاکرمن، آهنگساز (متولد ۱۸۱۹)
- ۹ ژوئیه – کلینتون بی فیسک، بشردوست و فعال نهضت مخالفت با مصرف الکل (متولد ۱۸۲۸)
- ۱۰ ژوئیه – توماس سی. مک‌کریری، سناتور ایالت کنتاکی در سنای ایالات متحده آمریکا از سال ۱۸۶۸ تا ۱۸۷۱ (متولد ۱۸۱۶)
- ۱۳ ژوئیه – جان سی. فریمونت، افسر، کاشف و سناتور ایالت کالیفرنیا در سنای ایالات متحده آمریکا از سال ۱۸۵۰ تا ۱۸۵۱ (متولد ۱۸۱۳)
- ۶ اوت – ویلیام کملر، قاتل، اولین نفری که روی صندلی الکتریکی اعدام شد (متولد ۱۸۶۰)
- ۱۰ اوت – جان بویل آوریلی، شاعر، رمان‌نویس و روزنامه‌نگار (متولد ۱۸۴۴ در ایرلند)
- ۸ سپتامبر – ایزاک پی. کریستینسی، سناتور ایالت میشیگان در سنای ایالات متحده آمریکا از سال ۱۸۷۵ تا ۱۸۷۹ (متولد ۱۸۱۲)
- ۳۰ سپتامبر – فردریک اچ بیلینگز، وکیل و سرمایه‌گذار (متولد ۱۸۲۳)
- ۷ اکتبر – جان هیل هویت، ترانه‌سرا (متولد ۱۸۰۱)
- ۸ اکتبر – جیمز دبلیو ددریک، رئیس دادگاه عالی تنسی از سال ۱۸۷۶ تا ۱۸۸۶ (متولد ۱۸۱۲)
- ۲۰ اکتبر – آلفرد بی. مولت، معمار (متولد ۱۸۳۴)
- ۷ نوامبر – کومانچ (اسب)
- ۱۵ دسامبر – گاو نشسته، یکی از رهبران سرخ‌پوستان آمریکا (متولد حدود ۱۸۳۱)
- آن لیا آندرهیل، یکی از خواهران فاکس (متولد ۱۸۱۴)